# Sünserjoch
Sünserjoch är ett sadelpass i Österrike.   Det ligger i distriktet Dornbirn och förbundslandet Vorarlberg, i den västra delen av landet, 500 km väster om huvudstaden Wien. Sünserjoch ligger 1 911 meter över havet.